# مارغريتا ريفيير
مارغريتا ريفيير (بالإسبانية: Margarita Rivière)‏ هي كاتبة العمود وكاتِبة وصحفية إسبانية، ولدت في 17 أغسطس 1944 في برشلونة في إسبانيا، وتوفي بنفس المكان في 29 مارس 2015.